# Siphonophora sabachana
Siphonophora sabachana är en mångfotingart som beskrevs av Chamberlin 1938. Siphonophora sabachana ingår i släktet Siphonophora och familjen Siphonophoridae. Inga underarter finns listade i Catalogue of Life.